# Edward Percival Allman Smith
Edward Percival Allman Smith, britanski general, * 1886, † 1969.